# Rally RACE de España de 1977
El Rally RACE de España de 1977 fue la 25.ª edición, la trigesimoséptima ronda de la temporada 1977 del Campeonato de Europa de Rally, la decimoséptima de la temporada 1977 de la FIA Cup for Rally Drivers y la duodécima de la temporada 1977 del Campeonato de España de Rally. Se celebró entre el 21 y el 23 de octubre y contó con un itinerario de veintisiete tramos que sumaban un total de 481 km cronometrados.

## Itinerario
| Día     | Tramo | Nombre                                         | Distancia | Hora | Ganador      | Tiempo    | Líder        |
| ------- | ----- | ---------------------------------------------- | --------- | ---- | ------------ | --------- | ------------ |
| Etapa 1 | TC1   | Alto de los Leones-Peguerinos                  | 7,3 km    |      | Bandera de ? |           | Bandera de ? |
| Etapa 1 | TC2   | Peguerinos-El Escorial                         | 11,2 km   |      | Bandera de ? |           | Bandera de ? |
| Etapa 1 | TC3   | Sta. María de la Alameda-Las Navas del Marqués | 8 km      |      | Bandera de ? |           | Bandera de ? |
| Etapa 1 | TC4   | El Espinar-San Rafael                          | km        |      | Bandera de ? |           | Bandera de ? |
| Etapa 1 | TC5   | Alto de los Leones-Peguerinos                  | 7,3 km    |      | Bandera de ? |           | Bandera de ? |
| Etapa 1 | TC6   | Peguerinos-El Escorial                         | 11,2 km   |      | Bandera de ? |           | Bandera de ? |
| Etapa 1 | TC7   | Puerto de Cotos                                | 16,4 km   |      | Cancelado    | Cancelado | Bandera de ? |
| Etapa 1 | TC8   | Puerto de Morcuera                             | 6,9 km    |      | Bandera de ? |           | Bandera de ? |
| Etapa 1 | TC9   | Puerto de Canencia                             | 10 km     |      | Bandera de ? |           | Bandera de ? |
| Etapa 1 | TC10  | Puerto de Navafría                             | 18 km     |      | Bandera de ? |           | Bandera de ? |
| Etapa 1 | TC11  | Puerto de Cotos                                | 16,4 km   |      | Bandera de ? |           | Bandera de ? |
| Etapa 1 | TC12  | Puerto de Morcuera                             | 6,9 km    |      | Bandera de ? |           | Bandera de ? |
| Etapa 1 | TC13  | Puerto de Canencia                             | 10 km     |      | Bandera de ? |           | Bandera de ? |
| Etapa 1 | TC14  | Puerto de Navafría                             | 18 km     |      | Bandera de ? |           | Bandera de ? |
| Etapa 1 | TC15  | Puerto de Cotos                                | 16,4 km   |      | Bandera de ? |           | Bandera de ? |
| Etapa 1 | TC16  | Puerto de Morcuera                             | 6,9 km    |      | Bandera de ? |           | Bandera de ? |
| Etapa 1 | TC17  | Guadalix-Colmenar                              | 6 km      |      | Bandera de ? |           | Bandera de ? |
| Etapa 2 | TC18  | El Pontón                                      | 17 km     |      | Cancelado    | Cancelado | Bandera de ? |
| Etapa 2 | TC19  | Valverde de los Arroyos                        | 23 km     |      | Bandera de ? |           | Bandera de ? |
| Etapa 2 | TC20  | Palancares                                     | 9 km      |      | Bandera de ? |           | Bandera de ? |
| Etapa 2 | TC21  | Veguillas                                      | 20 km     |      | Bandera de ? |           | Bandera de ? |
| Etapa 2 | TC22  | La Quesera                                     | 40 km     |      | Cancelado    | Cancelado | Bandera de ? |
| Etapa 2 | TC23  | El Cardoso-Camino Forestal                     | 21,1 km   |      | Bandera de ? |           | Bandera de ? |
| Etapa 2 | TC24  | La Horizontal-Camino Forestal                  | 48 km     |      | Bandera de ? |           | Bandera de ? |
| Etapa 2 | TC25  | La Puebla                                      | 16 km     |      | Bandera de ? |           | Bandera de ? |
| Etapa 2 | TC26  | El Cardoso-Camino Forestal                     | 21,1 km   |      | Bandera de ? |           | Bandera de ? |
| Etapa 2 | TC27  | Villavieja                                     | 60 km     |      | Bandera de ? |           | Bandera de ? |

## Clasificación final
| Pos. | Piloto            | Copiloto           | Automóvil               | Tiempo  | Diferencia |
| ---- | ----------------- | ------------------ | ----------------------- | ------- | ---------- |
| 1.   | Michèle Mouton    | Françoise Conconi  | Porsche Carrera RS      | 5:39.32 | 0.0        |
| 2.   | Salvador Cañellas | Jordi Sabater      | SEAT 124D Especial 1800 | 5:45.58 | +6.26      |
| 3.   | Jean-Louis Dumont | José Materne       | Opel Kadett GT/E        | 5:57.20 | +17.48     |
| 4.   | Salvador Servià   | Alex Brustenga     | SEAT 1430-1800          | 5:58.00 | +18.28     |
| 5.   | Giovanni Salvi    | José Ferreira      | Ford Escort RS2000      | 6:02.09 | +22.37     |
| 6.   | César Perejoan    | Fernando Pardo     | Ford Escort RS1600      | 6:04.25 | +24.53     |
| 7.   | Carlos Torres     | Pedro de Almeida   | Mazda RX 3              | 6:21.24 | +41.52     |
| 8.   | Ricardo Muñoz     | José Zorrita       | Citroën GS              | 6:25.14 | +45.42     |
| 9.   | Mariano Lacasa    | Fernando Blanchard | Opel Kadett GT/E        | 6:26.50 | +47.18     |
| 10.  | Arturo de Onís    | Ivars              | Simca 1200 TI           | 6:39.52 | +1:00.20   |